# Rebecca Kleefisch
Rebecca Kleefisch (ur. 7 sierpnia 1975 w Pontiac) – amerykańska polityk, była prezenterka wiadomości telewizyjnych, oraz w latach 2011–2019 wicegubernator stanu Wisconsin.
W maju 2014 roku została uznana przez Washington Post za jedną z 40 wschodzących gwiazd polityki w Stanach Zjednoczonych.

## Biografia
Urodziła się w Pontiac, w stanie Michigan. Później jej rodzina przeniosła się do Ohio, gdzie w 1994 roku zdobyła tytuł Nastoletniej Miss Ohio. Ukończyła studia na Uniwersytecie Wisconsin w Madison.
Pracowała jako reporterka telewizyjna w Rockford, w stanie Illinois (WIFR-LD), oraz w Milwaukee, w stanie Wisconsin (WISN-TV). W 2004 roku założyła własną firmę Rebecca Kleefisch Enterprises, Inc.
W 2010 roku została wybrana na wicegubernatora stanu Wisconsin jako członek Partii Republikańskiej, obok Scotta Walkera. W 2018 roku gubernator i wicegubernatorka zostali pokonani przez demokratyczny duet Tony’ego Eversa i Mandelę Barnesa. Jej kadencja zakończyła się 7 stycznia 2019 roku.
Następnie udała się do Waszyngtonu, aby pełnić funkcję dyrektora wykonawczego Komisji ds. Stulecia Wyboru Kobiet (WSCC).
Mimo że była wskazywana na republikańskiego faworyta w gubernatorskich wyborach stanu Wisconsin, w roku 2022, nieznacznie przegrała republikańskie prawybory z biznesmenem – Timem Michelsem, który otrzymał poparcie Donalda Trumpa.

## Życie osobiste
Jej mąż Joel Kleefisch przez 14 lat był członkiem Zgromadzenia Stanowego Wisconsin i też jest byłym redaktorem WISN-TV. Mają dwie córki.
Mieszkali w Oconomowoc, w stanie Wisconsin, gdzie byli członkami Crosspoint Community Church, ewangelikalnego megakościoła stowarzyszonego z Chrześcijańskim i Misyjnym Sojuszem. Po przegranej reelekcji Kleefisch i jej rodzina przenieśli się do Concord, w stanie Wisconsin. W przeszłości była katoliczką.
Pod koniec sierpnia 2010 roku zdiagnozowano u niej raka jelita grubego, jednak szybko pokonała chorobę.

## Poglądy
Jest przeciwna małżeństwom osób tej samej płci, a także związkom cywilnym osób tej samej płci. Między innymi porównywała takie związki do małżeństwa z psem lub przedmiotem nieożywionym.
W sprawie przestępczości, prawa do broni i aborcji otrzymała wsparcie konserwatywnych organizacji i grup biznesowych stojących za tymi kwestiami. W sprawie aborcji popiera ustawę z 1849 r., odmawiając jednocześnie dodania wyjątku dotyczącego gwałtu i kazirodztwa. Stoi na stanowisku, że zgwałcone kobiety powinny „zamienić cytryny w lemoniadę”, rodząc dziecko gwałciciela.